# 101902 Gisellaluccone
101902 Gisellaluccone è un asteroide della fascia principale. Scoperto nel 1999, presenta un'orbita caratterizzata da un semiasse maggiore pari a 2,3348648 UA e da un'eccentricità di 0,1189046, inclinata di 3,70976° rispetto all'eclittica.
L'asteroide è dedicato all'italiana Gisella Luccone, amica dello scopritore.